# Sergio & the Ladies
Sergio & The Ladies, fue el nombre de una banda belga conocida por su participación en el Festival de la Canción de Eurovisión 2002.
El grupo 'Sergio & The Ladies estuvo formado por Sergio, y las holandesas Ibernice Macbean, Ingrid Simons y Jodi Pijper. representó a Bélgica con la canción Sister en el Festival de Eurovisión. 
El más conocido de sus componentes es Sergio, seudónimo de Serge Quisquater, (Lovaina, 1965) cantante belga cuyo primer disco fue lanzado en 1987. Se dio a conocer como el componente masculino del dúo "Taste of Joy", junto a la cantante Sandy Boets. Juntos lanzaron varios singles y álbumes, luego cambiaorn su nombre por el de Touch of Joy y tuvieron algún éxito internacional. Desde 1999 Sergio ha presentado diferentes programas de televisión.